# Himno nacional de Mónaco
El Hymne monégasque ("Himno monegasco", en francés) es el himno oficial del Principado de Mónaco. La letra en monegasco, lengua vernácula local, es la oficial, aunque en el siglo XIX también existía una en francés, lengua oficial del principado.

## Historia
Ha tenido varias versiones: una primera versión fue compuesta y escrita en francés por Théophile Bellando en 1841. Fue adoptada como marcha por la Guardia Nacional en 1848. En 1896 Charles Albrecht compuso una nueva versión para piano, de la que más tarde se hizo una versión para orquesta. Dejó de interpretarse hacia 1900 por ser considerada demasiado larga. La actual versión fue creada por Léon Jehin en 1914 y se tocó por vez primera en los actos de conmemoración de los 25 años de reinado del príncipe Alberto I de Mónaco. Finalmente, en 1931, Louis Notari escribió la letra en monegasco. Esta letra tiene una versión más corta, también escrita por Louis Notari.
El coro de la Orquesta Filarmónica de Montecarlo no interpreta la estrofa intermedia, probablemente debido a la rapidez del ritmo y a la dificultad respiratoria.

## Himno de Mónaco
| Himno de Mónaco | | |
| Letra en monegasco de Louis Notari (oficial) | Letra en monegasco (interpretada actualmente) | Traducción al español |
| Oilà cü ne toca ! Oilà cü ne garda ! Fò che cadün sace ben aiço d'aiçì Despœi tugiù sciü d'u nostru paise Se ride au ventu u meme pavayun Despœi tugiù a curù russa e gianca E stà r'emblema d'a nostra libertà ! Grandi e piciui r'an tugiù respetà ! Amu avüu sempre r'a meme tradiçiun ; Amu avüu sempre r'a meme religiun ; Amu avüu per u nostru unù I meme Principi tugiù E düsciün nun purà ne fa sciangià Tantu ch'au cielu u suriyu lüjerà ; Diu n'agiüterà E mai düsciün nun purà ne fa scangià Düsciün Nun sëmu pa gaïre, Ma defendemu tüti a nostra tradiçiun ; Nun sëmu pa forti, Ma se Diu vœ n'agiüterà ! Oilà cü ne toca ! Oilà cü ne garda ! Fo che cadün sace ben ailo d'ailì | Oilà cü ne toca ! Oilà cü ne garda ! Fò che cadün sace ben aiço d'aiçì Despœi tugiù sciü d'u nostru paise Se ride au ventu, u meme pavayùn Despœi tugiù a curù russa e gianca E stà l'emblema, d'a nostra libertà Grandi e i piciui, l'an sempre respetà N'amu qu'üna tradiciun N'amu qu'üna religiun Amu avüu per u nostr' unu I meme principi tugiu E ren nun ne scangera Tantu ch'u suriyu lüjera Diu sempre n'agiütera E ren nun ne scangera Despœi tugiù sciü d'u nostru paise Se ride au ventu, u meme pavayùn Despœi tugiù a curù russa e gianca E stà l'emblema, d'a nostra libertà Grandi e i piciui, l'an sempre respetà | Desde siempre, sobre nuestro país flota al viento la misma bandera. Desde siempre, los colores rojo y blanco constituyen el símbolo de nuestra libertad. Grandes y pequeños la han respetado siempre Perpetuamos las mismas tradiciones celebramos la misma religión tenemos el honor De haber tenido siempre los mismos Príncipes Y nadie podrá hacernos cambiar Mientras el sol brille en el cielo Dios nos ayudará Y nadie jamás podrá hacernos cambiar, nadie Desde siempre, sobre nuestro país flota al viento la misma bandera. Desde siempre, los colores rojo y blanco constituyen el símbolo de nuestra libertad. Grandes y pequeños la han respetado siempre |